# ISM-banden
ISM-banden är licensfria frekvensband med ursprung i USA men som även fått spridning till andra länder genom tex. WLAN-standarden IEEE 802.11 och Bluetooth som använder 2,4 GHz-bandet. ISM står för Industrial, Scientific and Medical och använder frekvenser runt 0,9, 1,8, 2,4, och 5,8 GHz. I Sverige är den licensfria användningen av ISM-bandet 2,4 GHz begränsad till maximalt 100 mW rundstrålande utsänd effekt. Eftersom mikrovågsugnar ofta använder mikrovågor på 2,45 GHz kan dåligt skärmade sådana ställa till problem för övrig användning av bandet.

## Ursprungliga ISM-band
- 900 MHz band (33,3 centimeter våglängd)
- 1.8 GHz Band (16,7 cm våglängd)
- 2.4 GHz band (12,5 cm våglängd)
- 5.8 GHz band (5,2 cm våglängd)

## ISM-band
ISM banden definieras av ITU-R i 5.138, 5.150, och 5.280 i dess radiobestämmelser. Enskilda länders användning av de avseeda banden i dessa sektioner kan skilja åt på grund av variationer i nationella radiobestämmelser. Då kommunikationsenheter som använder ISM banden måste tolerera interferens från annan ISM utrustning, används dessa band oftast för tillämpningar i olicensierade användningar, då olicensierad användning oftast måste vara tolerant för interferens från andra enheter i vilket fall som helst. I USA, är användningen av ISM band reglerad i del 18 av FCC bestämmelserna, medan del 15 innehåller regler för olicensierade kommunikationsenheter, även för dem som använder ISM frekvenser.
ISM banden som definieras av ITU-R är:
| Frekvensområde [Hz] | Centerfrekvens [Hz] | Tillgänglighet                                      |
| ------------------- | ------------------- | --------------------------------------------------- |
| 6.765–6.795 MHz     | 6.780 MHz           | Beroende av lokala bestämmelser                     |
| 13.553–13.567 MHz   | 13.560 MHz          |                                                     |
| 26.957–27.283 MHz   | 27.120 MHz          |                                                     |
| 40.66–40.70 MHz     | 40.68 MHz           |                                                     |
| 433.05–434.79 MHz   | 433.92 MHz          | Region 1 endast och beroende av lokala bestämmelser |
| 902–928 MHz         | 915 MHz             | Region 2 endast                                     |
| 2.400–2.500 GHz     | 2.450 GHz           |                                                     |
| 5.725–5.875 GHz     | 5.800 GHz           |                                                     |
| 24–24.25 GHz        | 24.125 GHz          |                                                     |
| 61–61.5 GHz         | 61.25 GHz           | Beroende av lokala bestämmelser                     |
| 122–123 GHz         | 122.5 GHz           | Beroende av lokala bestämmelser                     |
| 244–246 GHz         | 245 GHz             | Beroende av lokala bestämmelser                     |

- Region 1 - Europa, Ryssland, Afrika
- Region 2 - Nord- och Sydamerika
- Region 3 - Asien